# 암행어사 (드라마)
《암행어사》는 1981년 1월 5일부터 1984년 5월 26일까지 방영된 MBC 주간단막극으로, 암행어사의 치적을 엮어 무술을 가미한 오락 활극이다.
이 드라마는 암행어사 역의 이정길과 어사를 수행하는 하인 갑봉 역의 임현식, 그리고 그림자처럼 따라다니며 이들이 위험에 빠질 때마다 나타나 구해주는 호위 검객 박상도 역의 안호해 등이 고정으로 나온다. 또한 연출진도 MBC 소속 드라마 PD 뿐만 아니라 영화계에서 활동하는 영화 감독 박철수와 정지영 등이 참여하였다.

## 방송 시간
| 방송 채널 | 방송 기간                         | 회차        | 방송 시간                       | 방송 분량 |
| --------- | --------------------------------- | ----------- | ------------------------------- | --------- |
| MBC TV    | 1981년 1월 5일 ~ 1981년 9월 28일  | 1 ~ 38회    | 매주 월요일 밤 저녁 8:10 ~ 9:00 | 50분      |
| MBC TV    | 1981년 10월 5일 ~ 1983년 3월 21일 | 39 ~ 112회  | 매주 월요일 저녁 7:40 ~ 8:30    | 50분      |
| MBC TV    | 1983년 3월 28일 ~ 1983년 4월 25일 | 113 ~ 117회 | 매주 월요일 밤 8.00 ~ 9:00      | 60분      |
| MBC TV    | 1983년 5월 2일 ~ 1983년 10월 24일 | 118 ~ 140회 | 매주 월요일 밤 8.00 ~ 8:55      | 55분      |
| MBC TV    | 1983년 10월 31일 ~ 1984년 4월 2일 | 141 ~ 162회 | 매주 월요일 저녁 7:55 ~ 8:50    | 55분      |
| MBC TV    | 1984년 4월 14일 ~ 1984년 5월 26일 | 163 ~ 168회 | 매주 토요일 저녁 6:20 ~ 7:10    | 50분      |

## 등장 인물

### 주요 인물
- 이정길 : 박문수 역
- 임현식 : 갑봉 역 - 수행 하인
- 안호해 : 박상도 역[3] - 호위 검객

### 그 외 인물
많은 MBC 전속 탤런트들이 출연했다.
- 홍성민 : 장학수 역 (36회 〈중매〉 편)
- 박영귀 : 장예란 역 - 장학수의 딸 (36회 〈중매〉 편)
- 정욱 : 조재훈 역 (36회 〈중매〉 편)
- 진유영 : 조현규 역 - 조재훈의 딸 (36회 〈중매〉 편)
- 변희봉
- 조명남
- 최지원
- 방훈
- 정대섭
- 김수일

## 방영 목록
|  | 아래 목록은 네이버 뉴스 라이브러리를 참고하여 작성되었으며, 부제가 중복되어도 있는 그대로 작성하였다. |

### 1981년
| 회차                                                 | 방송일                         | 부제                           | 작가                           | 연출                           | 비고                           |
| 방송 시간: 월요일 밤 8:10~9:00                       | 방송 시간: 월요일 밤 8:10~9:00 | 방송 시간: 월요일 밤 8:10~9:00 | 방송 시간: 월요일 밤 8:10~9:00 | 방송 시간: 월요일 밤 8:10~9:00 | 방송 시간: 월요일 밤 8:10~9:00 |
| ---------------------------------------------------- | ------------------------------ | ------------------------------ | ------------------------------ | ------------------------------ | ------------------------------ |
| 제1회                                                | 1월 5일                        | 黑蘭                           | 유열                           | 유길촌                         |                                |
| 제2회                                                | 1월 12일                       | 장인                           |                                |                                |                                |
| 제3회                                                | 1월 19일                       | 혈통                           |                                |                                |                                |
| 제4회                                                | 1월 26일                       | 독초                           |                                |                                |                                |
| 제5회                                                | 2월 2일                        |                                | 구석봉                         | 이병훈                         |                                |
| 제6회                                                | 2월 9일                        | 세전                           |                                |                                |                                |
| 제7회                                                | 2월 16일                       | 10년 한                        |                                |                                |                                |
| 제8회                                                | 2월 23일                       | 파혼                           |                                |                                |                                |
| 제9회                                                | 3월 2일                        | 공신녀                         |                                |                                |                                |
| 제10회                                               | 3월 9일                        | 왜구                           |                                |                                |                                |
| 제11회                                               | 3월 16일                       | 月女                           |                                |                                |                                |
| 제12회                                               | 3월 30일                       | 역마                           |                                |                                |                                |
| 제13회                                               | 4월 6일                        | 과부살                         | 유열                           | 이병훈                         |                                |
| 제14회                                               | 4월 13일                       | 과부살                         | 유열                           | 이병훈                         |                                |
| 제15회                                               | 4월 20일                       | 보쌈                           |                                |                                |                                |
| 제16회                                               | 4월 27일                       | 열녀문                         |                                |                                |                                |
| 제17회                                               | 5월 4일                        | 주모                           |                                |                                |                                |
| 제18회                                               | 5월 11일                       | 누명                           |                                |                                |                                |
| 제19회                                               | 5월 18일                       | 단애                           |                                |                                |                                |
| 제20회                                               | 5월 25일                       | 어사출도                       |                                |                                |                                |
| 제21회                                               | 6월 1일                        | 인연                           |                                |                                |                                |
| 제22회                                               | 6월 8일                        | 춤추는 탈                      |                                |                                |                                |
| 제23회                                               | 6월 15일                       | 은장도                         |                                |                                |                                |
| 제24회                                               | 6월 22일                       | 첫날밤의 이변                  | 안광수                         |                                |                                |
| 제25회                                               | 6월 29일                       | 모반                           |                                |                                |                                |
| 제26회                                               | 7월 6일                        | 효행의 한                      |                                |                                | 납량특집 제1탄                 |
| 제27회                                               | 7월 13일                       | 효부의 한                      |                                |                                | 납량특집 제2탄                 |
| 제28회                                               | 7월 20일                       | 백정의 분                      |                                |                                | 납량특집 제3탄                 |
| 제29회                                               | 7월 27일                       | 무녀의 곡                      |                                |                                | 납량특집 제4탄                 |
| 제30회                                               | 8월 3일                        | 봉수대의 비련                  | 안광수                         |                                | 납량특집 제4탄                 |
| 제31회                                               | 8월 10일                       | 사라진 어명                    |                                |                                |                                |
| 제32회                                               | 8월 17일                       | 춤추는 소금                    |                                |                                |                                |
| 제33회                                               | 8월 24일                       | 사라진 동자삼                  |                                |                                |                                |
| 제34회                                               | 8월 31일                       | 기생 초향이                    |                                |                                |                                |
| 제35회                                               | 9월 7일                        | 아전                           |                                |                                |                                |
| 제36회                                               | 9월 14일                       | 중매                           |                                |                                |                                |
| 제37회                                               | 9월 21일                       | 폐가                           |                                |                                |                                |
| 제38회                                               | 9월 28일                       | 폐륜의 은장도                  |                                |                                |                                |
| 방송 시간 변경: 월요일 밤 8:10~9:00 → 저녁 7:40~8:30 |                                |                                |                                |                                |                                |
| 제39회                                               | 10월 5일                       | 단장의 검                      | 안광수                         |                                |                                |
| 제40회                                               | 10월 12일                      | 용신제의 비밀                  |                                |                                |                                |
| 제41회                                               | 10월 19일                      | 책방도령                       |                                |                                |                                |
| 제42회                                               | 10월 26일                      | 투전                           |                                |                                |                                |
| 제43회                                               | 11월 2일                       | 투전                           |                                |                                |                                |
| 제44회                                               | 11월 9일                       | 운명                           |                                |                                |                                |
| 제45회                                               | 11월 16일                      | 뒤바꾼 사또                    |                                |                                |                                |
| 제46회                                               | 11월 23일                      | 그림자                         |                                |                                |                                |
| 제47회                                               | 12월 14일                      | 탈출                           |                                |                                |                                |
| 제48회                                               | 12월 21일                      | 추상검                         |                                |                                |                                |

### 1982년
| 회차    | 방송일    | 부제              | 작가   | 연출 | 비고           |
| ------- | --------- | ----------------- | ------ | ---- | -------------- |
| 제49회  | 1월 4일   | 깎정이패          |        |      |                |
| 제50회  | 1월 11일  | 폐촌              |        |      |                |
| 제51회  | 1월 18일  | 쌍마패            |        |      |                |
| 제52회  | 1월 25일  | 숙명              |        |      |                |
| 제53회  | 2월 1일   | 들병이            |        |      |                |
| 제54회  | 2월 8일   | 왈자패            |        |      |                |
| 제55회  | 2월 15일  | 사라진 약조       |        |      |                |
| 제56회  | 2월 22일  | 춤추는 서원       |        |      |                |
| 제57회  | 3월 1일   | 잃어버린 도포끈   |        |      |                |
| 제58회  | 3월 8일   | 기연              |        |      |                |
| 제59회  | 3월 15일  | 좌청룡 우백호     |        |      |                |
| 제60회  | 3월 22일  | 공명첩            |        |      |                |
| 제61회  | 3월 29일  | 빼앗긴 임치표     |        |      |                |
| 제62회  | 4월 5일   | 어사의 복명       |        |      |                |
| 제63회  | 4월 12일  | 운명의 손(상)     |        |      |                |
| 제64회  | 4월 19일  | 운명의 손(하)     |        |      |                |
| 제65회  | 4월 26일  | 갑봉이의 초야     |        |      |                |
| 제66회  | 5월 3일   | 보은              |        |      |                |
| 제67회  | 5월 10일  | 얼룩진 장원급제   |        |      |                |
| 제68회  | 5월 17일  | 관기 애화         |        |      |                |
| 제69회  | 5월 24일  | 비정한 여인       |        |      |                |
| 제70회  | 5월 31일  | 형제              |        |      |                |
| 제71회  | 6월 7일   | 봉물              |        |      |                |
| 제72회  | 6월 14일  | 왜관              |        |      |                |
| 제73회  | 6월 21일  | 세곡선            |        |      |                |
| 제74회  | 6월 28일  | 양자              |        |      |                |
| 제75회  | 7월 5일   | 파천무            | 안광수 |      |                |
| 제76회  | 7월 12일  | 상투꾼            |        |      |                |
| 제77회  | 7월 19일  | 서산이목의 황금   |        |      | 납량특집 제1탄 |
| 제78회  | 7월 26일  | 지옥의 예언       |        |      | 납량특집 제2탄 |
| 제79회  | 8월 2일   | 달무리            |        |      |                |
| 제80회  | 8월 9일   | 울음소리          |        |      |                |
| 제81회  | 8월 16일  | 어기여차 어야디야 |        |      |                |
| 제82회  | 8월 23일  | 어기여차 어야디야 |        |      |                |
| 제83회  | 8월 30일  | 연풍              |        |      |                |
| 제84회  | 9월 6일   | 동래부            |        |      |                |
| 제85회  | 9월 13일  | 이슬              |        |      |                |
| 제86회  | 9월 20일  | 나그네            |        |      |                |
| 제87회  | 9월 27일  | 서천기녀 연화     |        |      |                |
| 제88회  | 10월 4일  | 서천기녀 연화     |        |      |                |
| 제89회  | 10월 11일 | 길라잡이          |        |      |                |
| 제90회  | 10월 18일 | 송이골연서        | 안광수 |      |                |
| 제91회  | 10월 25일 | 한, 한, 한        |        |      |                |
| 제92회  | 11월 1일  | 장물아비          |        |      |                |
| 제93회  | 11월 8일  | 갈바람 솟대패     | 안광수 |      |                |
| 제94회  | 11월 15일 | 기방비곡          |        |      |                |
| 제95회  | 11월 22일 | 원혼의 굿         |        |      |                |
| 제96회  | 11월 29일 | 신관사또          |        |      |                |
| 제97회  | 12월 6일  | 양귀비꽃          |        |      |                |
| 제98회  | 12월 13일 | 곰배치는 통꾼     |        |      |                |
| 제99회  | 12월 20일 | 십오야            |        |      |                |
| 제100회 | 12월 27일 | 정화              |        |      | 100회 특집     |

### 1983년
| 회차                                                 | 방송일    | 부제               | 작가   | 연출   | 비고            |
| ---------------------------------------------------- | --------- | ------------------ | ------ | ------ | --------------- |
| 제101회                                              | 1월 3일   | 효부별곡           |        |        |                 |
| 제102회                                              | 1월 10일  | 야설화             |        |        |                 |
| 제103회                                              | 1월 17일  | 부운의 꿈          | 안광수 |        |                 |
| 제104회                                              | 1월 24일  | 유정만리           |        |        |                 |
| 제105회                                              | 1월 31일  | 족보               |        |        |                 |
| 제106회                                              | 2월 7일   | 서원의 역풍        |        |        |                 |
| 제107회                                              | 2월 14일  | 송덕비             |        |        |                 |
| 제108회                                              | 2월 21일  | 천생가연           |        |        |                 |
| 제109회                                              | 2월 28일  | 삼천냥             |        |        |                 |
| 제110회                                              | 3월 7일   | 한                 |        |        |                 |
| 제111회                                              | 3월 14일  | 위험한 음모        |        |        |                 |
| 제112회                                              | 3월 21일  | 부적               |        |        |                 |
| 방송 시간 변경: 월요일 저녁 7:40~8:30 → 밤8.00~9:00  |           |                    |        |        |                 |
| 제113회                                              | 3월 28일  | -                  |        |        |                 |
| 제114회                                              | 4월 4일   | 씨받이             |        |        |                 |
| 제115회                                              | 4월 11일  | -                  | 고영훈 | 벅철수 |                 |
| 제116회                                              | 4월 18일  | 버들피리           | 홍종원 |        |                 |
| 제117회                                              | 4월 25일  | 그릇된 판단        |        |        |                 |
| 방송 시간 변경: 월요일 밤 8.00~9:00 → 밤8.00~8:55    |           |                    |        |        |                 |
| 제118회                                              | 5월 2일   | 삼패두령           |        |        |                 |
| 제119회                                              | 5월 9일   | 어사의 실수        |        |        |                 |
| 제120회                                              | 5월 16일  | 청산별곡           |        |        |                 |
| 제121회                                              | 5월 23일  | 보물도둑           |        |        |                 |
| 제122회                                              | 5월 30일  | 월낭자             |        |        |                 |
| 제123회                                              | 6월 6일   | 거미각시           | 안광수 |        |                 |
| 제124회                                              | 6월 20일  | 눈물의 우정        |        |        |                 |
| 제125회                                              | 6월 27일  | 정한무상           | 안광수 |        |                 |
| 제126회                                              | 7월 4일   | -                  |        |        |                 |
| 제127회                                              | 7월 11일  | 흐르는 한          |        |        |                 |
| 제128회                                              | 7월 18일  | 망나니             |        |        |                 |
| 제129회                                              | 7월 25일  | 거룩한 산중군자(1) |        |        |                 |
| 제130회                                              | 8월 1일   | 거룩한 산중군자(2) |        |        |                 |
| 제131회                                              | 8월 8일   | 청국선             | 안광수 |        | 납량 특집 제1화 |
| 제132회                                              | 8월 22일  | 왜관               | 안광수 |        | 납량 특집 제2화 |
| 제133회                                              | 8월 29일  | 죽은 자와 산 자    |        |        |                 |
| 제134회                                              | 9월 5일   | 소나기             |        |        |                 |
| 제135회                                              | 9월 12일  | 지관               | 안광수 |        |                 |
| 제136회                                              | 9월 19일  | 시집살이           |        |        |                 |
| 제137회                                              | 9월 26일  | 벙어리 장손이      |        |        |                 |
| 제138회                                              | 10월 3일  | 추월야색           | 안광수 |        |                 |
| 제139회                                              | 10월 17일 | 눈물의 별리        |        |        |                 |
| 제140회                                              | 10월 24일 | 나룻배             |        |        |                 |
| 방송 시간 변경: 월요일 밤 8.00~8:55 → 저녁 7:55~8:50 |           |                    |        |        |                 |
| 제141회                                              | 10월 31일 | 여심               |        |        |                 |
| 제142회                                              | 11월 7일  | 한양천리           | 안광수 |        |                 |
| 제143회                                              | 11월 14일 | 어사출또           |        |        |                 |
| 제144회                                              | 11월 21일 | 거간꾼             | 안광수 |        |                 |
| 제145회                                              | 11월 28일 | 월화식적           |        |        |                 |
| 제146회                                              | 12월 5일  | 공명첩             |        |        |                 |
| 제147회                                              | 12월 12일 | 평토장             |        |        |                 |
| 제148회                                              | 12월 19일 | 잃어버린 검        |        |        |                 |
| 제149회                                              | 12월 26일 | 산채               | 안광수 |        |                 |

### 1984년
| 회차                                                          | 방송일   | 부제             | 작가   | 연출   | 비고      |
| ------------------------------------------------------------- | -------- | ---------------- | ------ | ------ | --------- |
| 제150회                                                       | 1월 9일  | 회심곡           |        |        |           |
| 제151회                                                       | 1월 16일 | 기사회생         |        |        |           |
| 제152회                                                       | 1월 23일 | -                |        |        |           |
| 제153회                                                       | 1월 30일 | 설화유정         | 안광수 |        |           |
| 제154회                                                       | 2월 6일  | 사라진 밀부      | 안광수 |        |           |
| 제155회                                                       | 2월 13일 | 동천비곡         | 안광수 |        |           |
| 제156회                                                       | 2월 20일 | 칼과 장미        | 안광수 |        |           |
| 제157회                                                       | 2월 27일 | 가마굴           |        |        |           |
| 제158회                                                       | 3월 5일  | 낙화유정         |        |        |           |
| 제159회                                                       | 3월 12일 | 천지개벽         | 안광수 |        |           |
| 제160회                                                       | 3월 19일 | 남장미인         |        |        |           |
| 제161회                                                       | 3월 26일 | 밀조어사         | 안광수 | 강병문 |           |
| 제162회                                                       | 4월 2일  | 걸립비곡         | 안광수 |        |           |
| 방송 시간 변경: 월요일 저녁 7:55~8:50 → 토요일 저녁 6:20~7:10 |          |                  |        |        |           |
| 제163회                                                       | 4월 14일 | 동백꽃           |        |        |           |
| 제164회                                                       | 4월 21일 | 멋꾼             |        | 강병문 |           |
| 제165회                                                       | 4월 28일 | 앵속의 곡        |        |        |           |
| 제166회                                                       | 5월 12일 | 강신무           | 안광수 |        |           |
| 제167회                                                       | 5월 19일 | 미소             |        |        |           |
| 제168회                                                       | 5월 26일 | 바람 아니면 구름 |        |        | 마지막 회 |

## 결방 사유 및 편성 변경
- 1981년 3월 23일 : 수퍼스타 여자 배구 〈한국 VS 일본〉 중계방송으로 결방
- 1981년 11월 30일 : 〈MBC 방송 20년 대축제〉 방송으로 결방[4]
- 1981년 12월 7일 : 창사 기념 특집 드라마 《부의 조건 - 제2부 바다》 방송으로 결방
- 1981년 12월 14일 : 특집방송 〈한국경제의 현주소 - 제1부 안정 속에 제2의 도약을〉 방송으로 인해 저녁 7시로 앞당겨 방송
- 1981년 12월 21일 : 〈반상회의 날〉 방송으로 인해 밤 8시 10분부터 방송
- 1981년 12월 28일 : 특집 〈대학가요제전〉 방송으로 결방[5]
- 1982년 1월 18일 : 특집 〈제2도약으로 가는 길 - 제1편 물가진단, 올해는 살만한가?〉 방송으로 인해 저녁 6시 50분으로 앞당겨 방송
- 1982년 3월 1일 : 특집 〈활력과 확신의 시대 80년대의 서장 - 고노의 긴 전야〉 방송으로 인해 저녁 7시로 앞당겨 방송
- 1982년 4월 12일 : 특집 〈총리와의 대화 (KBS와 공동)〉 방송으로 인해 저녁 7시 30분으로 앞당겨 방송
- 1982년 4월 26일 : 〈오늘의 반상회〉 방송으로 인해 저녁 7시 10분으로 앞당겨 방송
- 1982년 5월 3일 : 특집 〈해방신학〉 방송으로 인해 저녁 6시 50분으로 앞당겨 방송
- 1982년 8월 9일 : 특집 다큐멘터리 〈협력시대의 새 동반자 검은 대륙을 가다 - 제1편 아프리카의 낙원 케냐〉 방송으로 인해 저녁 7시로 앞당겨 방송
- 1983년 4월 25일 : 〈오늘의 반상회〉 방송으로 인해 저녁 7시 5분으로 앞당겨 방송
- 1983년 6월 13일 : 청룡기 고교야구 결승 〈포철공고 VS 북일고〉 중계방송으로 결방
- 1983년 6월 20일 : 6.25 특집 〈격전의 현장〉 방송으로 인해 저녁 7시로 앞당겨 방송
- 1983년 7월 25일 : 〈오늘의 반상회〉 방송으로 인해 저녁 7시 40분으로 앞당겨 방송
- 1983년 8월 15일 : 8.15 특집 드라마 《엄복동》 방송으로 결방
- 1983년 10월 3일 : 특집 다큐멘터리 〈순방국을 가다 - 스리랑카〉 방송으로 인해 저녁 7시 20분으로 앞당겨 방송
- 1983년 10월 10일 : 아웅 산 묘역 테러 사건으로 인해 정규방송 모두 중단
- 1983년 12월 26일 : 송년기획 〈되돌아본 1년〉 방송으로 인해 저녁 6시 55분으로 앞당겨 방송
- 1984년 1월 2일 : 신년 특집 〈쇼! MBC 1984〉 방송으로 결방
- 1984년 4월 2일 : 특집 〈북에서 온 소리 최은희 신상옥 납북진상〉 방송으로 인해 저녁 6시 55분으로 앞당겨 방송
- 1984년 5월 5일 : 어린이 날 특별 기획쇼 〈날아라 새들아〉 방송으로 결방
- 1984년 5월 12일 : 특집 《쇼2000》 춘천편 방송으로 인해 저녁 5시 50분으로 앞당겨 방송
- 1984년 5월 26일 : 〈84 서울국제가요제〉 중계방송으로 인해 저녁 5시로 앞당겨 방송